# 好萊塢星光大道

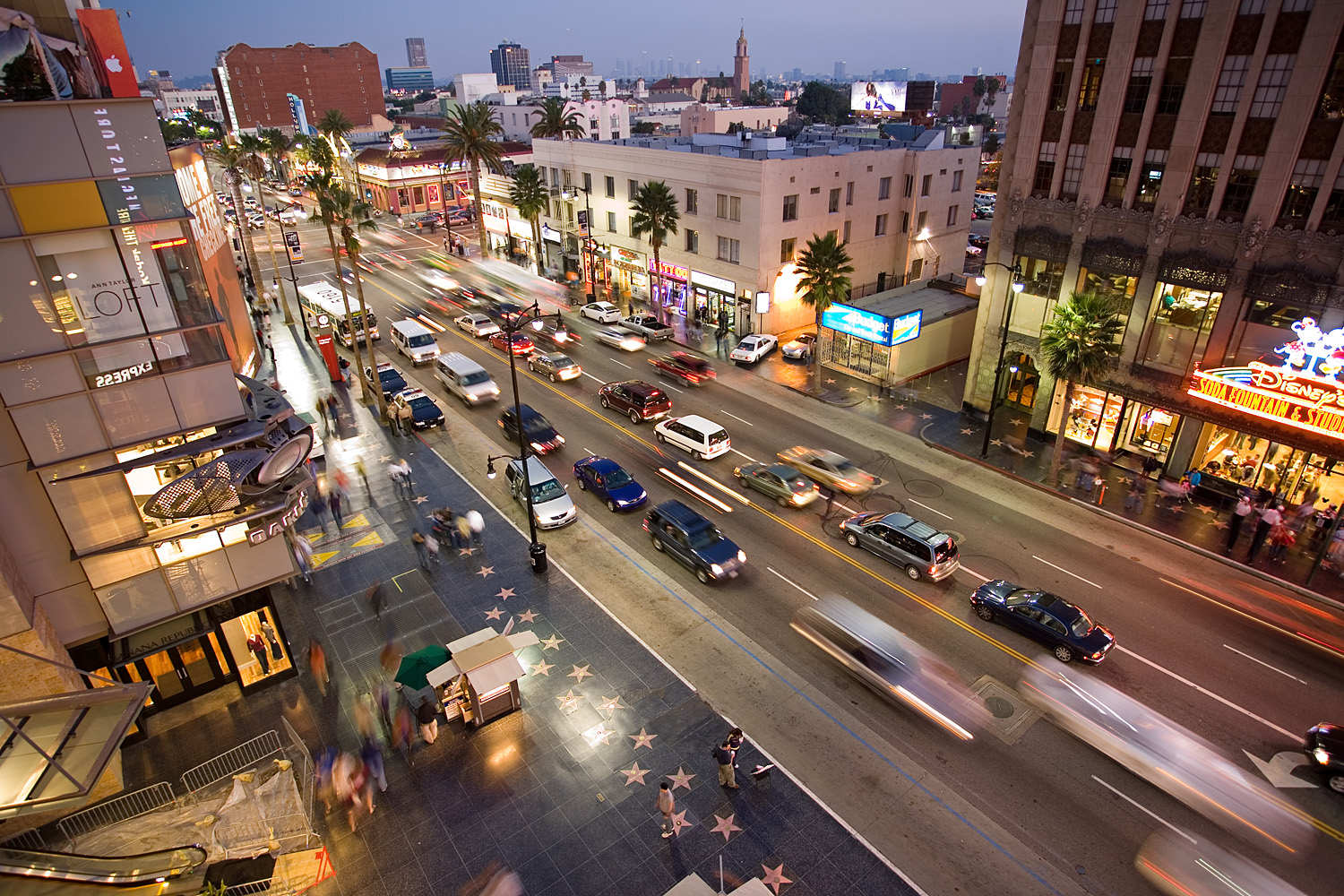
杜比劇院前面的好萊塢星光大道

好萊塢星光大道（英語：Hollywood Walk of Fame）是條沿著美國好萊塢好萊塢大道與藤街伸展的人行道，上面有超過2690顆鑲有名人姓名的星形獎章，以紀念他們對娛樂業的貢獻。
第一顆星於1960年2月9日頒贈予琼安·伍华德。截至2023年6月4日上面共有2757顆星。此顆星頒給電影劇集007系列，男主角丹尼爾·克雷格。

## 概要描述

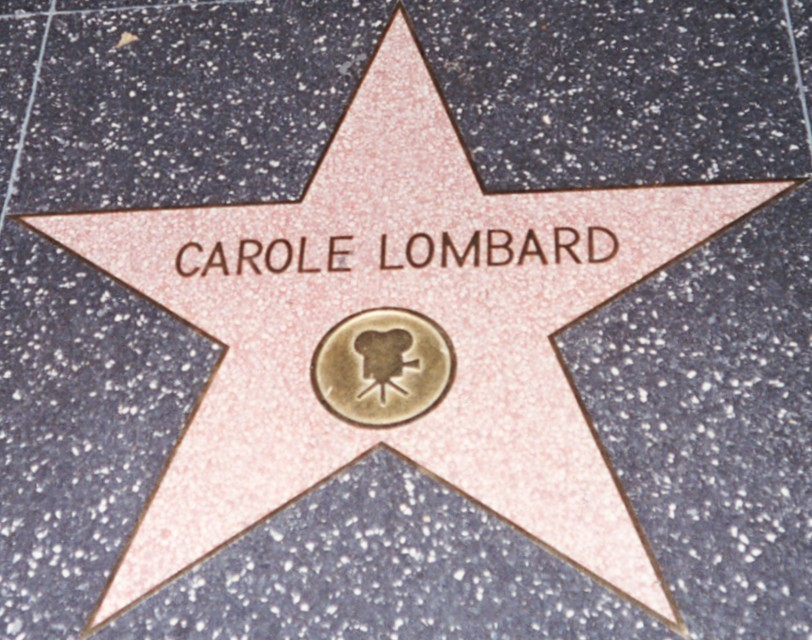
一顆「好萊塢星光大道」星形獎章的例子，這是電影女星卡蘿·倫芭蒂（Carole Lombard）的獎章。這顆看似普通的星號上有一個電影攝影機符號，以紀念對於電影產業的貢獻。

星光大道沿著好萊塢大道自東邊的高爾街（Gower Street）延伸至西邊的拉布雷亞大道（La Brea Avenue），然後順著絲蘭街（Yucca Street）與日落大道（Sunset Boulevard）之間的藤街由北向南推進。除非偶爾因附近施工或其他理由而更換位置外，大道上的星形獎章位置是永久不變的。

### 分類
每顆星皆由一顆水磨石製成：將其製成粉色五角星形並鑲上青銅然後嵌入深灰色的方塊中。粉色星形內是刻在青銅上的授獎者名字，在此下面則為一環狀標誌，代表受獎人領取星星的領域。這些標誌有：
- 電影攝影機：對電影產業有所貢獻。
- 電視機：對電視產業有所貢獻。
- 留聲機唱片：對唱片產業有所貢獻。
- 廣播麥克風：對廣播產業有所貢獻。
- 悲喜劇面具：對現場戲劇有所貢獻。（1984年增設）

提名作業至每年5月31日截止，接下來數月由星光大道委員會開會選出下一年度的受獎人。星形獎章颁奖典禮會公開舉行並由好萊塢榮譽市長強尼·葛蘭特（Johnny Grant）主持。

## 歷史

### 起源
星光大道是由南加州藝術家奧立佛·威斯慕拉（Oliver Weismuller）於1958年肇建，他為市政府所雇用，目的是讓好萊塢「形象提升」。

### 選址與建造
肇建之初，許多受獎人因在各領域有所貢獻而領取好幾顆星形獎章，然而近幾十年來此舉已不再出現，因此只有早期極少數的受獎人得到超過一顆星。1978年，洛杉磯認定星光大道為一項文化歷史地標。
開始之初星光大道上有2500顆空白星形，其中有1558顆在最初16個月內頒發。

### 停滯與復振
至此以後，每月大約增加兩顆星形獎章。

### 擴張
到1994年為止，超過2000顆星被裝上，而之後增添的星則由大道西段穿過西克莫（Sycamore）而擴展至拉布雷亞大道，目前已延伸至好萊塢銀鑄四淑女眺望台（Silver Four Ladies of Hollywood Gazebo）前。

## 提名方式
星光大道是由擁有自主財力的好萊塢歷史信託（英語：Hollywood Historic Trust）維護。如果有人想得到星光大道上的星，他必須同意於選拔後五年內參加頒獎典禮，並支付一萬五千美元給信託進行頒獎典禮的安全維護等工作。2003年福斯新聞頻道裡的一則故事提到這些費用通常由電影或唱片公司等贊助商支付，以作為受獎人參與作品的部分宣傳。在其他場合，費用則由後援會或提名者本人支付。
然而，2001年美國廣播公司新聞對好萊塢榮譽市長強尼·格蘭特的的採訪引起討論後，「星星」的提名和確認方式仍充斥著爭議和謎團。

## 偷竊「星星」
星光大道上共有四顆星曾被偷摘走。詹姆斯·史都華與柯克·道格拉斯的星形獎章在某一個營建工程期間被移走。而罪犯是名承包商，他之後因為嚴重毀損了兩顆星形獎章而被逮捕，而毀損的星形獎章後來被替代品代替了。
金·奧崔的其中一顆星形獎章也曾在另一個營建工程時被奪走，而這顆獎章後來在愛荷華州找到。
2005年11月，竊賊鋸開高爾街的人行道，並偷取了該地的葛雷哥萊·畢克星形獎章。
目前徒步區裝有攝影機以防竊賊。

## 軼事
- 金·奧崔是唯一得到全部五顆星榮譽的人。
- 在好萊塢與藤街（Hollywood and Vine）上有顆特別的「環狀星」，其四個角落用來紀念太陽神11號；太空船上的三位太空人、迈克尔·科林斯以及伯茲·艾德林各有一顆星，另外一顆星獻給整個阿波羅11號登月計畫團隊。
- 2005年起，公司可領備授予星光大道的星形獎章；第一名受獎者是迪士尼樂園，以慶祝其50週年。公司獎章置於大道旁並屬於私人財產，而非大道本身所有。在好萊塢佔有一席之地且至少成立50年以上者才有領獎的資格。《综艺》與《好萊塢报道》兩家娛樂界出版品也在計畫領獎者之一。
- 星光大道曾出現在2003年重拍的《偷天換日》（The Italian Job），以及《Stuart Saves His Family》、《My Gir》和《麻雀變鳳凰》等電影。
- 有兩位同叫哈里遜·福特的演員擁有星星。第一位哈里遜·福特（英语：Harrison Ford (silent film actor)）（出生于1884年，1910至1920年代的默片演員）的星星在好萊塢大道6665號穆索法蘭克餐廳（Musso & Frank restaurant）前面，第二位哈里遜·福特（出生于1942年）的星星在好萊塢大道6801號柯達戲院前面。
- 瑪莉-凱特與艾希莉·歐森（Mary-Kate and Ashley Olsen）於17歲時得到自己的星星，而成為最年輕與唯一的雙胞胎得獎者。她們因對電視產業的貢獻而得獎。
- 拉蒂法女皇（Queen Latifah）是第一位得獎的女性Hip-Hop音樂創作者。
- 擁有星星的虛構角色包括兔寶寶、米老鼠、啄木鸟伍迪（Woody Woodpecker）、小熊維尼、史奴比、唐老鴨、哥斯拉、皮威·赫曼（Pee-wee Herman）、大青蛙科米（Kermit the Frog）、C-3PO、靈犬萊西、淘氣小兵兵（Rugrats）、白雪公主以及蝙蝠俠。
- 而蝙蝠俠是首位摘星的超級英雄。
- 有两位美国总统拥有星星，分别是罗纳德·里根（第40任总统，1937年至1941年前曾担当电影演员）和唐纳德·特朗普（第45任总统，曾经出演电影和电视娱乐节目的主持人等）。

## 亞裔授獎者

### 華裔
- 黄柳霜（1708 Vine Street）
- 李小龙（6933 Hollywood Blvd）
- 成龍 （6801 Hollywood Blvd）
- 劉玉玲（1708 Vine Street）
- 陸錫麟（7000 Hollywood Blvd）
- 吳漢章（6931 Hollywood Blvd）
- 溫明娜（6840 Hollywood Boulevard）
- 郎朗（7044 Hollywood Boulevard）

### 日裔
- 早川雪洲（1645 Vine Street）
- 岩松信（7095 Hollywood)
- 三船敏郎（6912 Hollywood Blvd）
- 森田則之（6633 Hollywood Blvd）
- 喬治武井（6681 Hollywood Blvd）

### 韓裔
- 安必立（6211 Hollywood Blvd）

## 外部連結
- 输入名字，可以查到星星的地址（页面存档备份，存于）
- 官方網站（页面存档备份，存于）
- Seeing-Stars.com上的好萊塢星光大道